# Millett Glacier
Millett Glacier är en glaciär i Antarktis. Den ligger i Västantarktis. Argentina, Chile och Storbritannien gör anspråk på området. Millett Glacier ligger 671 meter över havet.
Terrängen runt Millett Glacier är platt österut, men västerut är den kuperad. Trakten är obefolkad. Det finns inga samhällen i närheten.